# واسنتو
واسنتو (انگلیسی: Vocento) شرکت رسانه‌ای بریتانیایی است، که در سال ۲۰۰۱ تأسیس شد.